# Idiocera
Idiocera is een muggengeslacht uit de familie van de steltmuggen (Limoniidae).

## Soorten

### OndergeslachtEuptilostena
- I. (Euptilostena) arabiensis Hancock, 1997
- I. (Euptilostena) dampfiana (Alexander, 1938)
- I. (Euptilostena) jucunda (Loew, 1873)
- I. (Euptilostena) knowltoniana (Alexander, 1948)
- I. (Euptilostena) moghalica (Alexander, 1961)

- I. (Euptilostena) multipunctata Savchenko, 1982
- I. (Euptilostena) paulsi Stary and Ujvarosi, 2005
- I. (Euptilostena) polingi (Alexander, 1946)
- I. (Euptilostena) reticulata (Alexander, 1922)
- I. (Euptilostena) supernumeraria (Alexander, 1938)

### OndergeslachtIdiocera
- I. (Idiocera) abjecta (Alexander, 1933)
- I. (Idiocera) absona (Alexander, 1956)
- I. (Idiocera) acaenophallos (Alexander, 1968)
- I. (Idiocera) accincta (Alexander, 1957)
- I. (Idiocera) acifurca (Alexander, 1955)
- I. (Idiocera) afghanica (Nielsen, 1963)
- I. (Idiocera) aldabrensis (Edwards, 1912)
- I. (Idiocera) alexanderiana (Lackschewitz, 1940)
- I. (Idiocera) ampullifera (Stary, 1979)
- I. (Idiocera) angustissima (Alexander, 1928)
- I. (Idiocera) antilopina Stary, 1982
- I. (Idiocera) apicispina (Alexander, 1926)
- I. (Idiocera) arete (Alexander, 1958)
- I. (Idiocera) biacus (Alexander, 1948)
- I. (Idiocera) bidens Savchenko, 1979
- I. (Idiocera) bipilata (Alexander, 1957)
- I. (Idiocera) bistylata (Alexander, 1958)
- I. (Idiocera) blanda (Osten Sacken, 1860)
- I. (Idiocera) bradleyi (Edwards, 1939)
- I. (Idiocera) brookmani (Alexander, 1944)
- I. (Idiocera) buettikeri Hancock, 1997
- I. (Idiocera) californica (Alexander, 1916)
- I. (Idiocera) cockerelli (Alexander, 1929)
- I. (Idiocera) coheriana (Alexander, 1959)
- I. (Idiocera) coloradica (Alexander, 1920)
- I. (Idiocera) collessi Theischinger, 1994
- I. (Idiocera) conchiformis (Alexander, 1958)
- I. (Idiocera) connexa (Loew, 1873)
- I. (Idiocera) contracta (Alexander, 1960)
- I. (Idiocera) cotabatoensis (Alexander, 1934)
- I. (Idiocera) curticellula (Alexander, 1930)
- I. (Idiocera) curticurva (Alexander, 1975)
- I. (Idiocera) daedalus (Alexander, 1956)
- I. (Idiocera) displosa (Alexander, 1957)
- I. (Idiocera) flintiana (Alexander, 1961)
- I. (Idiocera) furcosa (Alexander, 1968)
- I. (Idiocera) gaigei (Rogers, 1931)
- I. (Idiocera) glabriapicalis (Alexander, 1948)
- I. (Idiocera) gorokana (Alexander, 1973)
- I. (Idiocera) gothicana (Alexander, 1943)
- I. (Idiocera) gunvorae (Alexander, 1964)
- I. (Idiocera) hainanensis (Alexander, 1936)
- I. (Idiocera) hasta Stary, 1982
- I. (Idiocera) heteroclada (Alexander, 1966)
- I. (Idiocera) hofufensis Hancock, 1997
- I. (Idiocera) hoogstraali (Alexander, 1946)
- I. (Idiocera) impavida (Alexander, 1948)
- I. (Idiocera) insidiosa (Alexander, 1938)
- I. (Idiocera) involuta (Alexander, 1961)
- I. (Idiocera) kashongensis (Alexander, 1968)
- I. (Idiocera) kowalskii Stary and Krzeminski, 1984
- I. (Idiocera) kuwayamai (Alexander, 1926)
- I. (Idiocera) lackschewitzi (Stary, 1977)
- I. (Idiocera) lamia (Alexander, 1968)
- I. (Idiocera) lanciformis Hancock, 1997
- I. (Idiocera) laterospina (Alexander, 1975)
- I. (Idiocera) leda (Alexander, 1968)
- I. (Idiocera) leechi (Alexander, 1964)
- I. (Idiocera) lindseyi (Alexander, 1946)
- I. (Idiocera) lobatostylata Hancock, 1997
- I. (Idiocera) longipennis (Alexander, 1935)
- I. (Idiocera) lordosis (Alexander, 1960)
- I. (Idiocera) magra (Alexander, 1962)
- I. (Idiocera) maharaja (Alexander, 1961)

- I. (Idiocera) malagasica (Alexander, 1953)
- I. (Idiocera) mashonensis (Alexander, 1959)
- I. (Idiocera) mathesoni (Alexander, 1915)
- I. (Idiocera) megastigma (Alexander, 1970)
- I. (Idiocera) metatarsata (de Meijere, 1911)
- I. (Idiocera) multiarmata (Alexander, 1940)
- I. (Idiocera) multistylata (Alexander, 1948)
- I. (Idiocera) myriacantha (Alexander, 1957)
- I. (Idiocera) nigrilobata (Alexander, 1957)
- I. (Idiocera) nigroterminalis (Alexander, 1973)
- I. (Idiocera) octavia (Alexander, 1938)
- I. (Idiocera) octoapiculata (Savchenko, 1972)
- I. (Idiocera) omanensis Hancock, 1997
- I. (Idiocera) ornatula (Lackschewitz, 1964)
- I. (Idiocera) orthophallus (Alexander, 1975)
- I. (Idiocera) paleuma (Alexander, 1962)
- I. (Idiocera) pallens (Alexander, 1928)
- I. (Idiocera) peninsularis (Edwards, 1928)
- I. (Idiocera) pergracilis (Alexander, 1957)
- I. (Idiocera) perpallens (Alexander, 1938)
- I. (Idiocera) persimilis (Alexander, 1958)
- I. (Idiocera) persimplex (Alexander, 1969)
- I. (Idiocera) petilis (Alexander, 1958)
- I. (Idiocera) phaeosoma (Alexander, 1957)
- I. (Idiocera) phallostena (Alexander, 1957)
- I. (Idiocera) proserpina (Alexander, 1943)
- I. (Idiocera) proxima (Brunetti, 1912)
- I. (Idiocera) pruinosa (Alexander, 1920)
- I. (Idiocera) przewalskii (Lackschewitz, 1964)
- I. (Idiocera) pulchripennis (Loew, 1856)
- I. (Idiocera) punctata (Edwards, 1938)
- I. (Idiocera) punctipennis (Edwards, 1926)
- I. (Idiocera) recens (Alexander, 1950)
- I. (Idiocera) recurvinervis (Bergroth, 1913)
- I. (Idiocera) sachalinensis (Alexander, 1924)
- I. (Idiocera) sanaanensis Hancock, 2006
- I. (Idiocera) sarobiensis (Nielsen, 1961)
- I. (Idiocera) satanas (Alexander, 1959)
- I. (Idiocera) schrenkii (Mik, 1889)
- I. (Idiocera) sedata (Alexander, 1970)
- I. (Idiocera) serratistyla (Alexander, 1968)
- I. (Idiocera) serrulifera (Alexander, 1957)
- I. (Idiocera) sexdentata (Nielsen, 1963)
- I. (Idiocera) sexguttata (Dale, 1842)
- I. (Idiocera) shannoni (Alexander, 1926)
- I. (Idiocera) shantungensis (Alexander, 1930)
- I. (Idiocera) sita (Alexander, 1968)
- I. (Idiocera) socotranensis Hancock, 2010
- I. (Idiocera) sperryana (Alexander, 1948)
- I. (Idiocera) spinulistyla (Alexander, 1975)
- I. (Idiocera) spuria (Bergroth, 1888)
- I. (Idiocera) stenophallus (Alexander, 1958)
- I. (Idiocera) subpruinosa (Alexander, 1924)
- I. (Idiocera) subspuria (Alexander, 1948)
- I. (Idiocera) sziladyi (Lackschewitz, 1940)
- I. (Idiocera) teranishii (Alexander, 1921)
- I. (Idiocera) terribilis (Alexander, 1968)
- I. (Idiocera) thaiicola (Alexander, 1953)
- I. (Idiocera) theowaldi Savchenko, 1982
- I. (Idiocera) thomassetiana (Alexander, 1948)
- I. (Idiocera) tuckeri (Alexander, 1921)
- I. (Idiocera) vayu (Alexander, 1968)
- I. (Idiocera) xenopyga (Alexander, 1964)